# أحمد سعد (صحفي)
أحمد سعد (25 نوفمبر 1945-20 إبريل 2010) صحفي وسياسي من عرب 48. كان عضواً في الكنيست الإسرائيلي عن الجبهة الديموقراطية للسلام والمساواة بين عامي 1996 و1999، رأس تحرير صحيفة الاتحاد التي تصدر باللغة العربية في حيفا.
ولد في قرية البروة الجليلية، وتشرّد وعائلته في نكبة العام 1948، سكنوا في قرية أبو سنان. وتوفي عن عمر ناهز 65 عامًا بعد صراع مع مرض عضال، هو صحفي وسياسي فلسطينيي 1948.  (4)
عمل في اللجنة المالية في الكنيست ورأس تحرير صحيفة الاتحاد التي تصدر باللغة العربية في حيفا. (2)

## حياته
درس أحمد سعد الاقتصاد في جامعة سانت بطرسبرغ الحكومية، وحصل منها على درجة الدكتوارة. عمل مديراً لمعهد توماس للبحوث الاجتماعية والسياسية في حيفا، وكان عضواً في أمانة اللجنة العليا التي ترصد السكان العرب في إسرائيل. ألّف تسعة كتب في الاقتصاد وعن عرب 48، كما كتب في صحيفة الاتحاد
وهو ناشط في صفوف الشبيبة الشيوعية.
بوصفه عضو في مكتب الجبهة الديموقراطية للسلام والمساواة (حداش) والحزب الشيوعي الإسرائيلي التابع لها، انتخب سعد في الكنيست الإسرائيلي عن قائمة الجبهة في الانتخابات التشريعية الإسرائيلية عام 1996، وعمل في اللجنة المالية في الكنيست.
وحصل على منحة دراسية في الاتحاد السوفييتي وتخرّج عام 1988 بدرجة الدكتوراه في الاقتصاد السياسي والعلوم الاقتصادية. تبوأ عدة مناصب حزبية وسياسية، من بينها رئاسة تحرير مجلة "الغد"، وإدارة معهد إميل توما للدراسات الإسرائيلية والفلسطينية، ورئاسة الدائرة الطلابية في الحزب الشيوعي والجبهة. انتخب د. سعد عضوا في الكنيست عن الجبهة الديمقراطية للسلام والمساواة من عام 1996 حتى عام 1999. تولى رئاسة تحرير صحيفة "الاتحاد" في آب 1999. وله العديد من المؤلفات والمقالات التي نشرت في فلسطين والوطن العربي. (1)
كتب سعد عشرات الكتب في الاقتصاد والسياسة والأدب والتراث، وكتب مئات المقالات الصحفية التي تميّزت بالموقف الطبقي والانحياز الصلب للطبقات الشعبية ولثوابت الشعب الفلسطيني والحياة المشتركة بين العرب اليهود المبنية على الحقوق القومية والمدنية والاقتصادية.
د. احمد سعد كان يتحدث ثلاث لغات (العربية، الإنجليزية، الروسية). (3)

## وصلات خارجية
- أحمد سعد (صحفي) على الموقع الإلكتروني للكنيست